# دولف شيس
دولف شيس (بالإنجليزية: Dolph Schayes) مواليد 19 مايو 1928 في ذا برونكس، هو لاعب كرة سلة أمريكي تحول إلى التدريب بعد الاعتزال بدأ مسيرته الاحترافية في سنة 1948. يبلغ طوله 6 قدم 7 بوصة (2.0 م). اعتزل اللعب في 1964.

## روابط خارجية
- دولف شيس على موقع إن بي أي (الإنجليزية)
- دولف شيس على موقع سبورتس رفرنس (الإنجليزية)
- دولف شيس على موقع إي إس بي إن.كوم (الإنجليزية)
- دولف شيس على موقع كلية كرة السلة في سبورتس رفرنس.كوم (الإنجليزية)
- دولف شيس على موقع ريلجم (الإنجليزية)
- دولف شيس على موقع بروبوليرز (الإنجليزية)
- دولف شيس على موقع قاعة المشاهير الجامعة الوطنية لكرة السلة (الإنجليزية)
- دولف شيس على موقع سبورتس رفرنس (الإنجليزية)
- دولف شيس على موقع سبورتس رفرنس (الإنجليزية)